# Emanuel Trach z Březí
Emanuel Trach z Březí (* Zámrsk, Polsko – † po roce 1823). Syn barona Zikmunda Tracha z Březí, na Zámrsku, také majitele panství Ruda ve Slezsku, panství Apathy a Vinicy v Maďarsku, a Anny Eleonory rozené Fenzel z Dubovce.

## Život
Rod Trachů z Březí byl rod s dlouhou vojenskou tradicí. Od roku 1795 sloužil v C. a k. Husarského pluku č. 5, pod velením hraběte Dagoberta Sigmunda von Wurmser, z Frankenthalu, Oggersheimu a Schwegenheimu. Účastnil se bitev u Rýna (srpen 1795) a Mannheimu (18. října 1795), a 22. listopadu 1795 se účastní dobytí mannheimské pevnosti.
V roce 1797 se stal poručíkem u Slavonsko-chorvatského hraničářského sboru (německy Slavonisch-croatischen Grenz Huszaren Corps). V roce 1823 odešel do výslužby s nejvyššími poctami.